# J-WORKS
有限会社ジェイワークス（英称：J-WORKS SOUND DESIGN）は、映画・TV・ゲームなどの音響効果会社。OCBプロを経て田中寿一が設立。事業の大部分はフジテレビ系TV番組の選曲効果。

## 会社データ
- 所在地 - 〒108-0072 東京都港区白金3-2-3　ポート白金2F
- 設立 - 1998年3月
- 代表者 - 田中寿一
- 会社HP https://nori7065.wixsite.com/j-works-1

## 元所属スタッフ
- 笠松広司（OCBプロ→J-WORKS→1999年デジタルサーカス設立）
- 山田稔（OCBプロ→J-WORKS→ena設立）
- 田村智之（OCBプロ→J-WORKS→クジラノイズ設立）
- 舘川雄史（OCBプロ→J-WORKS→サウンドオーバー設立）
- 石見知哉（SPOT→J-WORKS→）

## 担当実績
太字:地上波放送、WEBアーカイブ配信中の作品。

### テレビ番組

#### 1998年3月 - 1999年12月
レギュラー番組
- るろうに剣心 -明治剣客浪漫譚-（フジテレビ/FNS系列同時ネット 1996年1月 - 1998年9月、アニメ作品、※業務開始は1998年3月から）
- 痛快!知らぬはオトコばかりなり（フジテレビ/関西テレビ/FNS系列同時ネット 1998年1月 - 1999年8月、※業務開始は1998年3月から）
- めちゃ×2イケてるッ!（フジテレビ/FNS系列同時ネット 1996年10月 - 1999年、※業務開始は1998年3月から）
- DTエイトロン（フジテレビ/FNS系列ほか一部ネット、サンライズ 1998年4月 - 11月）
- 笑う犬の生活-YARANEVA!!-（フジテレビ/FNS系列同時ネット 1998年10月 - 1999年9月）
- 少年頭脳カトリ（フジテレビ/FNS系列同時ネット 1998年10月 - 1999年3月）
- 少年頭脳カトリ1999（フジテレビ/FNS系列ほか一部ネット 1999年4月 - 10月）
- 鶴瓶と南原、日本のよふけ（フジテレビ/FNS系列ほか一部ネット 1999年4月 - 9月）
- 鶴瓶と慎吾、平成日本のよふけ（フジテレビ/FNS系列ほか一部ネット 1999年10月 - 2001年3月）
- しらばかッ!!（フジテレビ/関西テレビ/FNS系列同時ネット 1999年10月 - 2000年4月）
- 笑う犬の冒険-SILLY GO LUCKY!-（フジテレビ/FNS系列同時ネット 1999年11月 - 2001年9月）

スペシャル番組
- 鶴瓶と三宅、ふたりはうさぎ年（フジテレビ/FNS系列同時ネット 1999年1月）

#### 2000年代
レギュラー番組
- しらばかプラス（フジテレビ/関西テレビ/FNS系列同時ネット 2000年4月 - 9月）
- debuya（テレビ東京/TXN系列ほか一部同時ネット、ワタナベエンターテインメント 2000年10月 - 2003年9月）
- ジャングルTV 〜タモリの法則〜（MBSテレビ/JNN系列同時ネット 2000年10月 - 2002年9月）
- まかせて!!エキスパ（フジテレビ/関西テレビ/FNS系列同時ネット 2000年10月 - 2001年3月）
- TV's HIGH（フジテレビ/FNS系列ほか一部ネット 2000年10月 - 2001年3月）
- 鶴瓶と慎吾、新・平成日本のよふけ（フジテレビ/FNS系列ほか一部ネット 2001年4月 - 9月）
- 鶴瓶と南原、新・平成日本のよふけ（フジテレビ/FNS系列ほか一部ネット 2001年10月 - 2003年3月）
- アヤパン（フジテレビ/FNS系列関東ローカル 2001年10月 - 2002年7月）
- 感じるジャッカル（フジテレビ/FNS系列ほか一部ネット 2001年10月 - 2002年9月）
- おじょママ!（関西テレビ/FNS系列関西ローカル 2001年10月 - 2004年9月）
- ザ・ジャッジ! 〜得する法律ファイル（フジテレビ/FNS系列同時ネット 2001年10月 - 2004年10月）
- ウィーケストリンク☆一人勝ちの法則（フジテレビ/FNS系列ほか一部同時ネット、共同テレビ 2002年4月 - 9月）
- トーキョープラズマボーイズ（フジテレビ/FNS系列ほか一部ネット 2002年4月 - 9月）
- タモリのグッジョブ!胸張ってこの仕事（MBSテレビ/JNN系列同時ネット、イースト・エンタテインメント 2002年10月 - 2003年3月）
- トリビアの泉 〜素晴らしきムダ知識〜（フジテレビ/FNS系列同時ネット 2002年10月 - 2006年9月）
- ミライ（フジテレビ/FNS系列ほか一部ネット 2003年4月 - 9月）
- てんこもり（テレビ朝日/ANN系列関東ローカル 2003年4月 - 2006年1月）
- 元祖!でぶや（テレビ東京/TXN系列ほか一部同時ネット 2003年10月 - 2007年3月）
- ゲームセンターCX（フジテレビワンツーネクスト/フジテレビONE/CS衛星放送局 2003年11月 - ）
- 嵐の技ありッ!（フジテレビ/FNS系列ほか一部ネット 2004年4月 - 2005年3月）
- お台場明石城（フジテレビ/FNS系列ほか一部ネット 2004年4月 - 2006年3月）
- 考えるヒト（フジテレビ/FNS系列ほか一部ネット 2004年10月 - 2005年9月）
- ザ・ジャッジEX（フジテレビ/FNS系列ほか一部同時ネット 2004年10月 - 2005年3月）
- Dのゲキジョー 〜運命のジャッジ〜（フジテレビ/FNS系列ほか一部同時ネット 2005年4月 - 2007年9月）
- シネマ通信（テレビ東京/TXN系列ほか一部ネット 2006年4月 - 2007年3月）
- インパクト!（フジテレビ/FNS系列関東ローカル 2006年4月 - 9月）
- カワズ君の検索生活（フジテレビ/FNS系列同時ネット 2006年10月 - 2007年3月）
- ニッポン旅×旅ショー（読売テレビ/NNS系列同時ネット 2006年10月 - 2007年9月）
- アイドリング!!!（フジテレビワンツーネクスト/フジテレビTWO/CS衛星放送局 2006年10月 - 2015年10月）
- アイドリング!!!日記（フジテレビワンツーネクスト/フジテレビTWO/CS衛星放送局 2007年1月 - 2010年9月）
- ショーパン（フジテレビ/FNS系列関東ローカル 2007年10月 - 2008年9月）
- 独占!金曜日の告白（フジテレビ/FNS系列ほか一部同時ネット 2007年10月 - 2008年3月）
- アナ☆ログ（フジテレビ/FNS系列関東ローカル 2007年10月 - 2008年9月）
- 理由ある太郎（フジテレビ/FNS系列同時ネット 2008年4月 - 9月）
- アナ★バン!（フジテレビ/FNS系列ほか一部ネット 2008年10月 - 2012年4月）
- 韓流フォンデュ（TOKYO MX 2009年4月 - 2014年3月）
- キャンパスナイトフジ（フジテレビ/FNS系列関東ローカル 2009年4月 - 2010年3月）
- シネ通!（テレビ東京/TXN系列ほか一部同時ネット 2009年10月 - 2011年9月）
- ホンマでっか!?TV（フジテレビ/FNS系列同時ネット 2009年10月 - ）

スペシャル番組
- ダウンタウンのものごっつええ感じスペシャル（フジテレビ/FNS系列同時ネット 2001年10月）
- 森公美子のゴージャスガールズ 女の胃袋満タンツアー 福岡佐賀編（日本テレビ/NNS系列ほか一部ネット 2004年2月）
- さんま・福澤のホンマでっか!?ニュース（フジテレビ/FNS系列同時ネット 2005年12月 - 2009年12月、過去10回放送）
- トリビアの泉 復活SP 踊る大へぇへぇ祭り（フジテレビ/FNS系列同時ネット 2007年1月）
- トリビアの泉 〜無駄無駄無駄無駄ァ! ムダ知識大放出SP〜（フジテレビ/FNS系列同時ネット 2007年5月）
- トリビアの泉 世界で一番“へぇ”が好きSP（フジテレビ/FNS系列同時ネット 2007年11月）
- 草彅剛の女子アナスペシャル（フジテレビ/FNS系列同時ネット 2009年1月 - 2013年1月、過去8回放送）
- IPPONグランプリ（フジテレビ/FNS系列同時ネット 2009年12月 - ）

#### 2010年代
レギュラー番組
- フジ算（フジテレビ/FNS系列ほか一部ネット 2010年4月 - 9月）
- (株)世界衝撃映像社（フジテレビ/FNS系列同時ネット 2010年10月 - 2011年3月）
- トリハダ㊙スクープ映像100科ジテン（テレビ朝日/ANN系列同時ネット 2011年4月 - 2014年3月）
- ジャニーズJr.ランド（BSスカパー!/BS衛星放送 2011年10月 - 2013年9月）
- 東北魂TV（BSフジ/FNS系列BS衛星放送、アルファ・グリッド 2011年10月 - ）
- ナダールの穴（フジテレビ/FNS系列ほか一部ネット 2011年10月 - 2012年3月）
- ミタパンブー（フジテレビ/FNS系列ほか一部同時ネット 2012年1月 - 10月）
- musicる TV（テレビ朝日/ANN系列ほか一部ネット 2012年1月 - 2014年3月）
- うもれびと（フジテレビ/FNS系列ほか一部ネット 2012年4月 - 9月）
- おもしろ言葉ゲーム OMOJAN（フジテレビ/FNS系列ほか一部ネット 2012年4月 - 9月）
- おノロケ（フジテレビ/FNS系列ほか一部ネット 2012年4月 - 9月）
- アイアンシェフ（フジテレビ/FNS系列同時ネット 2012年10月 - 2013年3月）
- ワイドナショー（フジテレビ/FNS系列同時ネット 2013年10月 - ）
- ミカパン（フジテレビ/FNS系列ほか一部同時ネット 2013年10月 - 2014年3月）
- 大人のKISS英語（フジテレビ/FNS系列ほか一部ネット 2014年4月 - 2015年3月）
- ユミパン（フジテレビ/FNS系列ほか一部同時ネット 2014年10月 - 2015年3月）
- この差って何ですか?（TBSテレビ/JNN系列同時ネット 2015年4月 - ）
- ダウンタウンなう（フジテレビ/FNS系列同時ネット 2015年4月 - ）
- 山Pのkiss英語（フジテレビ/FNS系列ほか一部ネット 2015年7月 - 12月）
- チコちゃんに叱られる!（NHK/総合テレビ/同時ネット、ベイシス 2018年4月 - ）

スペシャル番組
- トリビアの泉 へぇへぇの種で大満開 久しぶりにやったらギネスまでとっちゃったよSP（フジテレビ/FNS系列同時ネット 2010年2月）
- トリハダ㊙スクープ映像100科ジテン3時間スペシャル（テレビ朝日/ANN系列同時ネット 2010年3月）
- 芸能界特技王決定戦 TEPPEN（フジテレビ/FNS系列同時ネット 2010年8月 - 2015年1月）
- ニッポン小意見センタ〜♪（フジテレビ/FNS系列同時ネット 2011年10月）
- トリビアの泉 10周年「へぇ」祭りはベストオブベストで! 承知しましたSP（フジテレビ/FNS系列同時ネット 2011年12月）
- トリビアの泉 祝10周年!あけましてムダ知識SP（フジテレビ/FNS系列同時ネット 2012年1月）
- 日本くぎづけ大学（フジテレビ/FNS系列同時ネット 2012年4月 - 2015年12月、過去3回放送）
- マイフェアボーイ〜極上男子のつくりかた〜（フジテレビ/FNS系列ほか一部ネット 2013年3月）
- 芸人ドキュメンタリー 下がり上がり（フジテレビ/FNS系列同時ネット 2015年7月 - 2017年6月、過去4回放送）
- バカリズムのそこスルーする?（フジテレビ/FNS系列同時ネット 2018年4月 - ）

#### 2020年代
レギュラー番組
スペシャル番組
- まっちゃんねる（フジテレビ/FNS系列同時ネット 2020年10月 - ）

### WEBコンテンツ（配信）

#### 2000年代
レギュラー番組

#### 2010年代
レギュラー番組
- HITOSHI MATSUMOTO presents ドキュメンタル（Amazonプライム・ビデオ、吉本興業、YDクリエイション、共同テレビ 2016年11月 - ）
- HITOSHI MATSUMOTO presents FREEZE（Amazonプライム・ビデオ、吉本興業、YDクリエイション、共同テレビ 2018年9月 - ）

#### 2020年代
レギュラー番組

### DVD

#### 1998年3月 - 1999年12月
- HITOSI MATUMOTO VISUALBUM Vol. りんご「約束」（吉本興業、ワイズビジョン、Sony Music 1998年6月）
- HITOSI MATUMOTO VISUALBUM Vol. バナナ「親切」（吉本興業、ワイズビジョン、Sony Music 1998年9月）
- HITOSI MATUMOTO VISUALBUM Vol. ぶどう「安心」（吉本興業、ワイズビジョン、Sony Music 1999年1月）

#### 2010年代
- 戦国合戦CGシリーズ「真田幸村」大坂冬の陣・夏の陣編（オールインエンタテインメント、エスピーボーン 2010年4月）